# Platystasius transversus
Platystasius transversus är en stekelart som först beskrevs av Thomson 1859.  Platystasius transversus ingår i släktet Platystasius och familjen gallmyggesteklar. Arten är reproducerande i Sverige. Inga underarter finns listade i Catalogue of Life.